# Отто Їровець
Отто Їровець (30 січня 1907, Прага, Австро-Угорщина — 7 березня 1972, Прага, Чехословаччина) — чеський біолог, протистолог, паразитолог. Академік Чехословацької академії наук (1955).

## Біографія
Їровець вступив на природничий факультет Карлова університету 1924 року. Під керівництвом професора В. Брейндла у 1929 році захистив дисертацію доктора природознавства на тему «Дослідження трипаносоми без блефаропласту». Після захисту деякий час викладав природознавство й хімію в державній середній школі в Бржецлаві. 1933 року повернувся до Карлового університету асистентом Інституту зоології при природничому факультеті. У цей час він досліджував мікроспоридій. 1938 року став лектором з паразитології.
У 1928 році Їровець відвідав морську біостанцію Віллафранка в Італії та станцію Пльон в Гольштейні. В останній він деякий час працював під керівництвом гідробіологів Августа Тінемана та Фридріха Ленца. 1931 року він відвідав біостанцію в Лунці в Австрії, де працював з Францем Руттнером.
1947 року призначений його професором. У 1956—1972 роках був директором Інституту зоології Карлова університету.
У 1954—1961 роках завідував лабораторією паразитології Чехословацької академії наук.
На смерть Їровця відкгукнулися багато провідних наукових журналів, зокрема «Journal of Protozoology», «International journal for parasitology», «Journal of hygiene, epidemiology, microbiology, and immunology», польський «Wiadomosci parazytologiczne», німецькі «Zeitschrift fur die gesamte Hygiene und ihre Grenzgebiete» та «Angewandte Parasitologie», чеські «Ceskoslovenska gynekologie», «Folia parasitologica» і «Casopis lekaru ceskych».

## Науковий внесок
Досліджував пневмоцистоз та токсоплазмоз.
Засновник та голова Чехословацького товариства паразитологів, віцепрезидент Міжнародного товариства паразитологів (1970—1972).
Почесний доктор Берлінського університету та Університету Клермон-Ферану.